# Тоска Маск
Тоска Маск (англ. Tosca Musk) — американська режисерка, продюсерка й режисерка художніх фільмів, телевізійних програм і вебконтенту. Сестра підприємців Ілона та Кімбала Масків.

## Життєпис
Тоска Маск народилася й виросла в Йоганнесбурзі, ПАР, з двома старшими братами: Кімбалом та Ілоном Маском. Вищу освіту Тоска здобула в Університеті Британської Колумбії в 1990-х роках.

## Кар'єра
Тоска Маск почала свою кар’єру в індустрії розваг як секретарка з виробництва в епізоді документального серіалу телеканалу Discovery «Grand Illusions: The Story of Magic». 
Як продюсерка вона дебютувала в телевізійному документальному фільмі під назвою «TV Guide Television», як режисерка на великих екранах — у фільмі «Puzzled» 2001 року, до якого вона написала сценарій, спродюсувала його та відзняла. Фільм вийшов під керівництвом Musk Entertainment, продюсерської компанії, яку Тоска заснувала у 2001 році. У 2004 році вона була однією зі співпродюсерів фільму «The Truth About Miranda». 
Наступного року Тоска почала співпрацю з Джеффом Макферсоном над створенням вебсеріалу «Tiki Bar TV». Під час презентації Macworld 2005 Keynote, де також був представлений iPod з відео, Стів Джобс представив людям «Tiki Bar TV» як приклад відеоподкасту, який можна було б встановити на новий відео iPod після завантаження програмного забезпечення Apple iTunes. Наступного дня «Tiki Bar TV» очолив хіт-паради iTunes Podcast, фактично ставши однією з перших програм, створених користувачами, які здобули міжнародну популярність завдяки моделі розповсюдження iTunes.
Тоска також стала продюсеркою таких проєктів як: комедія жахів «Cruel World»(2005), трилер «9 Lives of Mara» (2007) і фільм жахів «Evolution» (2008). Її картина 2007 року «Simple Things» (Comedy Remedy) здобула численні нагороди, включно з трьома нагородами за найкращий фільм, приз глядацьких симпатій та приз Spirit Award на Міжнародному фестивалі сімейного кіно.
У 2011 році вона зняла чотири телефільми:  «Three Weeks, Three Kids», «Borderline Murder», «We Have Your Husband», and «Holiday Engagement». Прем’єра останнього фільму «Holiday Engagement» відбулася на каналі Hallmark 28 листопада і була найпопулярнішим фільмом, знятим на той час. У 2012 році вона була співпродюсером фільму «Walking the Halls». У наступному році вона продюсувала кримінальну драму «Gone Missing». У 2014 році вона була співпродюсеркою короткометражного фільму «The Acting Teacher». Вона була продюсеркою фільму жахів 2016 року «Havenhurst», у якому зіграли Джулі Бенц, Фіоннула Фленаган та Данієль Гарріс.
У березні 2016 року вона заснувала «Passionflix», потоковий сервіс, зосереджений виключно на створенні любовних фільмів і телешоу. Нині вона є його генеральною директоркою. До листопада 2017 року сервіс зібрав 4,75 мільйона доларів і випустив кілька телевізійних фільмів, адаптованих за різними романами. Любовна драма «Hollywood Dirt» була заснована на однойменній книзі Алессандри Торре. За мотивами книги Сільвії Дей, було знято фільм «Afterburn/Aftershock» зіграли Грег Берні, Донні Боаз та Андреа Бордо. Того року було знято ще один телефільм «The Trouble with Mistletoe», заснований на «The Trouble with Mistletoe: A Heartbreaker Bay Novel» Джилл Шалвіс. Тоска зняла обидва фільми «Hollywood Dirt» і «Afterburn/Aftershock», тоді як «The Trouble with Mistletoe» зняла Ешлі Ейвіс.
У 2018 році Тоска презентувала зрежисований нею фільм «The Matchmaker's Playbook», адаптований за однойменним романом Рейчел Ван Дайкен, і «Driven», заснований на романі Крісті Бромберг. Також вона виступає продюсеркою майбутньої комедії «Pornology».

## Сім'я
Має сина Грейсона та доньку Ісабо, які народилися у 2013 році.